# Clásico Ensayo
El Clásico Ensayo es una carrera clásica para potrillos que se disputa en el Hipódromo de San Isidro, sobre 1800 metros de pista de césped y convoca exclusivamente a machos de 3 años. Está catalogado como un certamen de Grupo 3 en la escala internacional y dentro del calendario del proceso selectivo es tradicionalmente la principal carrera preparatoria del Gran Premio Jockey Club.
Se disputa regularmente en el mes de septiembre.

## Últimos ganadores del Ensayo
| Año      | Ganador         | País | Jockey                | País | Padre          | País | Madre          | País | Criador                     | Caballeriza        | Colores            |
| -------- | --------------- | ---- | --------------------- | ---- | -------------- | ---- | -------------- | ---- | --------------------------- | ------------------ | ------------------ |
| 2019     | Don Palco       |      | Fabricio Raúl Barroso |      | Orpen          |      | Doña Pampa     |      | Haras San Benito            | San Benito         | Horse racing silks |
| 2018     | Teodisio Joy    |      | Eduardo Ortega Pavón  |      | Fortify        |      | Stormy Teóloga |      | Haras La Biznaga            | Carucha - Hue (SI) |                    |
| 2017     | Village King    |      | Juan Cruz Villagra    |      | Campanologist  |      | Villard        |      | Haras Santa María de Araras | Keyser Soze        | Horse racing silks |
| 2016     | Hat Ninja       |      | Altair Domingos       |      | Hat Trick      |      | Stormy Nimble  |      | Haras La Biznaga            | Keyser Soze        | Horse racing silks |
| 2015     | Hi Happy        |      | Altair Domingos       |      | Pure Prize     |      | Historia       |      | Haras La Providencia        | La Providencia     | Horse racing silks |
| 2014     | Blues Traveler  |      | Juan Carlos Noriega   |      | Equal Stripes  |      | Barby Parade   |      | Haras Abolengo              | Alegría            | Horse racing silks |
| 2013     | Quechua         |      | Altair Domingos       |      | Pure Prize     |      | Queen Cabaret  |      | Haras Santa María de Araras | Los de Areco       | Horse racing silks |
| 2012     | Corsalone       |      | Pablo Falero          |      | Roman Ruler    |      | Calórica       |      | Haras Vacación              | La Frontera        | Horse racing silks |
| 2011     | Perversado      |      | Edwin Talaverano      |      | Thunder Gulch  |      | Perversa       |      | Haras La Esperanza          | Padaro             | Horse racing silks |
| 2010     | Afrato          |      | Eduardo Ortega Pavón  |      | Jamelao        |      | Frágil Toss    |      | Asebel S.A. y Aurelio Serra | Egalité de 9       | Horse racing silks |
| 2009     | Interaction     |      | Edwin Talaverano      |      | Easing Along   |      | Inter Rails    |      | Haras Futuro                | Haras Futuro       | Horse racing silks |
| 2008     | City Banker     |      | Facundo Jarcovsky     |      | Lode           |      | Cirandinha     |      | Haras Santa María de Araras | El Gusy            | Horse racing silks |
| 2007     | Generalito Nain |      | Adrián Giannetti      |      | Neptunón       |      | Gringa Nain    |      | Haras Los Nine              | F.B.F.             | Horse racing silks |
| 2006     | Inimaginable    |      | José Ricardo Méndez   |      | Contested Bid  |      | Altona         |      | Haras Río Claro             | Las Hormigas       | Horse racing silks |
| 2005     | Two Parades     |      | Juan Pablo Lagos      |      | Perfect Parade |      | Piedra Galana  |      | Haras Panamericano          | Marcelo Alberto    | Horse racing silks |
| 2004     | Don Incauto     |      | Rodrigo Blanco        |      | Roy            |      | Inspiration    |      | Haras San Benito            | San Benito         | Horse racing silks |
| 2003     | Mars Attack     |      | Julio César Méndez    |      | Halo Sunshine  |      | Marquilize     |      | Haras El Turf               | Haras San Antonio  | Horse racing silks |
| 2002     | Memorion        |      | Juan Carlos Noriega   |      | Roy            |      | Melody Girl A. |      | Haras Vacación              | Mariano A.         | Horse racing silks |
| 2001     | Lotrenz         |      | Edwin Talaverano      |      | Lode           |      | La Trenzadora  |      | Haras de La Pomme           | La Pomme           | Horse racing silks |
| 2000 (*) | Siberiano Tom   |      | Ramón Barrios         |      | Shy Tom        |      | Shinkante      |      | Haras La Biznaga            | Marta-Carina       | Horse racing silks |
| 2000 (*) | Mr. Fast        |      | Juan Jarcovsky        |      | Numerous       |      | Speediness     |      | Haras Firmamento            | Agus               | Horse racing silks |

- (*) Empate en el primer puesto.